# Tomosvaryella scalprata
Tomosvaryella scalprata är en tvåvingeart som beskrevs av Yang och Xu 1987. Tomosvaryella scalprata ingår i släktet Tomosvaryella och familjen ögonflugor. Inga underarter finns listade i Catalogue of Life.